# Culicoides paraflavescens
Culicoides paraflavescens är en tvåvingeart som beskrevs av Wirth och Hubert 1959. Culicoides paraflavescens ingår i släktet Culicoides och familjen svidknott. Inga underarter finns listade i Catalogue of Life.